# Brian Sicknick
Brian David Sicknick (Nuevo Brunswick, 30 de julio de 1978-Washington D. C., 7 de enero de 2021) fue un oficial de policía estadounidense, miembro de la Policía del Capitolio de los Estados Unidos, que murió por un accidente cerebrovascular un día después de haber participado en su carácter de policía en el asalto al Capitolio en 2021. Yació en honor en la rotonda del Capitolio y está enterrado en el Cementerio Nacional de Arlington. Nacido en South River, Nueva Jersey, Sicknick sirvió en la Guardia Nacional Aérea de Nueva Jersey desde 1997 hasta 2003. Fue enviado a Operación Vigilancia del Sur  en 1999 y Operación Libertad Duradera en 2003. Más tarde, Sicknick se mudó a Springfield, Virginia, y se unió a la Policía del Capitolio en 2008.

## Primeros años y carrera

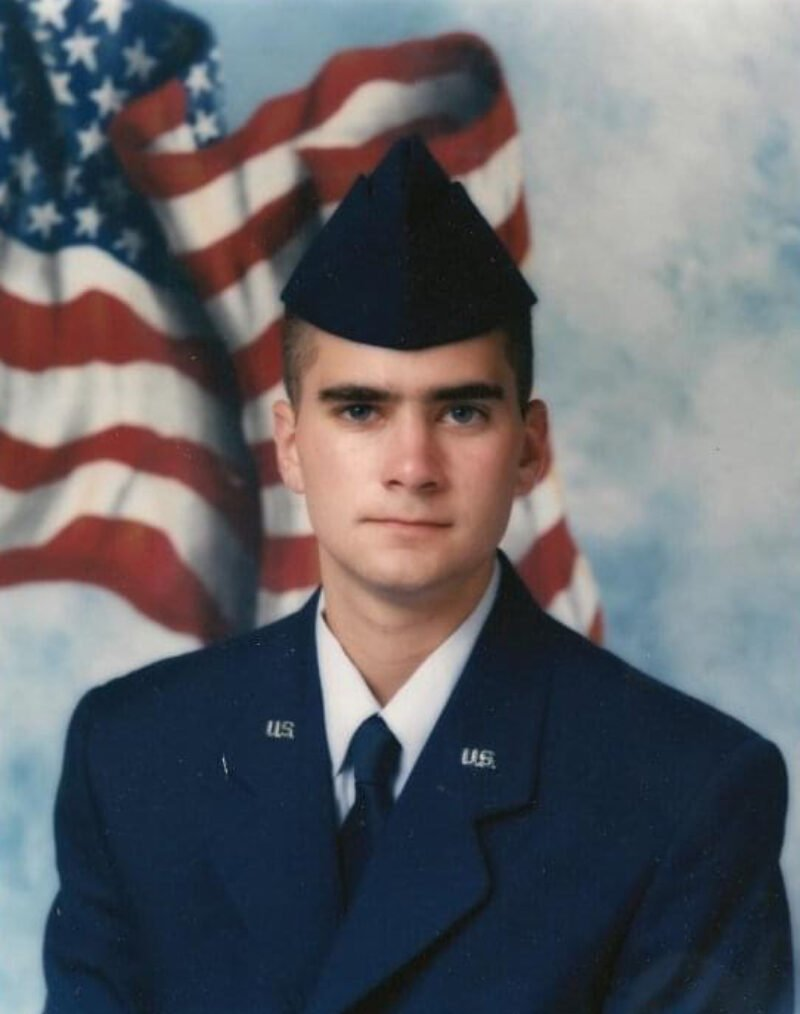
Foto de entrenamiento básico de Sicknick en 1997.

Sicknick nació en Nuevo Brunswick, Nueva Jersey, hijo de Charles y Gladys Sicknick. Creció en South River, Nueva Jersey, como el menor de tres hijos. Asistió al Preescolar Calico Cat de la Iglesia Episcopal Holy Trinity en South River de 1981 a 1983. Sicknick asistió a East Brunswick Technical High School para estudiar electrónica, pero luego aspiró a convertirse en oficial de policía. Se graduó de la escuela secundaria en 1997.
Después de luchar para encontrar un trabajo como oficial de policía, Sicknick se unió a la Guardia Nacional Aérea de Nueva Jersey en 1997 «como un medio para ese fin». Sirvió en el ala 108 en la base conjunta McGuire-Dix-Lakehurst, como miembro del equipo de bomberos y líder del escuadrón de las fuerzas de seguridad. En 1998, escribió una carta a Home News Tribune, su periódico local, expresando su escepticismo hacia la postura blanda de Estados Unidos contra Sadam Huseín.
Fue enviado a Arabia Saudita para apoyar la Operación Vigilancia del Sur en 1999 y a Kirguistán para apoyar la Operación Libertad Duradera en 2003. Más tarde, Sicknick criticó las motivaciones estadounidenses para la guerra de Afganistán y la estrategia del gobierno en la guerra de Irak. En 2003, volvió a escribir a Home News Tribune, señalando un declive en la moral entre las tropas. Fue dado de baja honorablemente en el mismo año como sargento de personal.
Sicknick también trabajó como conserje escolar en Cranbury, Nueva Jersey. Más tarde se mudó a Springfield, Virginia, y se unió a la Policía del Capitolio de los Estados Unidos en julio de 2008. Una de sus primeras asignaciones ocurrió durante la primera investidura presidencial de Barack Obama. El 31 de diciembre de 2013, obtuvo una Licenciatura en Ciencias en Justicia Criminal de la Universidad de Phoenix. Sicknick fue un partidario abierto de Donald Trump durante las elecciones presidenciales de Estados Unidos de 2016, pero fue recordado por consolar a Caroline Behringer, miembro del personal de la representante Nancy Pelosi, cuando regresó a trabajar en el Capitolio luego de la victoria de Trump.

## Asalto del Capitolio

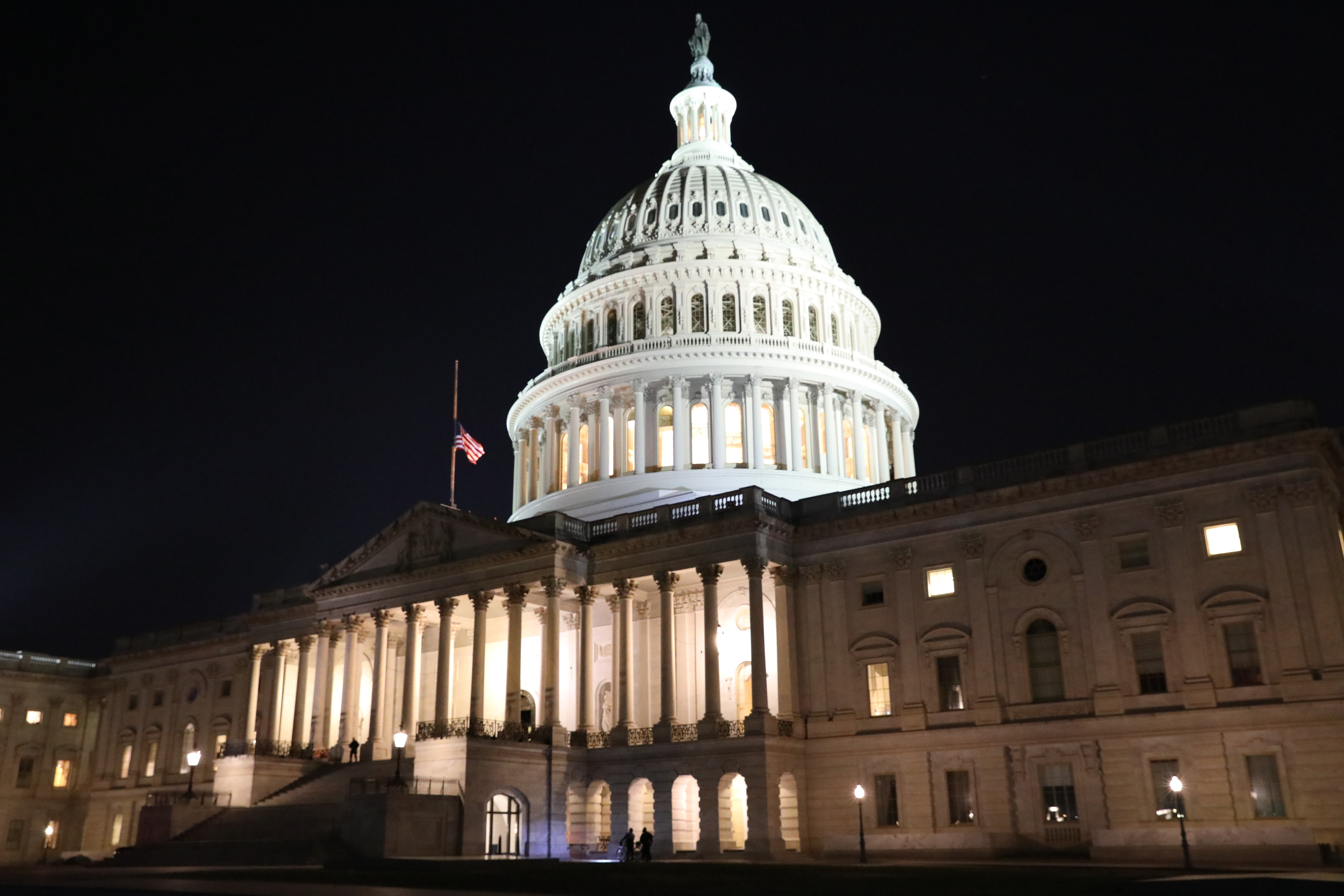
Bandera en el Capitolio de los Estados Unidos a media asta el 12 de enero en honor a Sicknick.

Durante el asalto al Capitolio de los Estados Unidos de 2021 el 6 de enero de 2021, Sicknick era miembro de la unidad de primeros auxilios del departamento de policía. Inicialmente le envió un mensaje de texto a su hermano más tarde esa noche, informando que había sido atacado dos veces con aerosol de pimienta y que estaba «en buena forma». Su hermano también dijo que «aparentemente se derrumbó en el Capitolio y lo resucitaron mediante RCP». Al día siguiente, había sufrido un accidente cerebrovascular y una trombosis, y estaba sobreviviendo con un respirador artificial. Informes prematuros de su muerte se difundieron entre los círculos policiales, lo que generó confusión entre los periodistas y la familia de Sicknick hasta que la policía del Capitolio negó los rumores una hora después. La policía del Capitolio informó más tarde que Sicknick había muerto alrededor de las 9:30 pm del 7 de enero. Los familiares aún no habían llegado al hospital cuando murió.
El día después del asalto, agentes de policía anónimos del Capitolio le dijeron a The New York Times que Sicknick sufrió sus heridas al ser golpeado por un extintor de incendios mientras se enfrascaba físicamente con los atacantes. Sin embargo, no se ha descubierto ninguna evidencia que corrobore esto, y los médicos forenses no encontraron signos de traumatismo contundente. The New York Times publicó una corrección en la que se retractaba de la afirmación anterior, señalando que los investigadores han encontrado poca evidencia de que fue golpeado por un extintor. En cambio, están investigando la posibilidad de que Sicknick haya sido rociado letalmente en la cara por un irritante, como mace o aerosol para osos. El 10 de febrero, se informó que el FBI estaba reduciendo una lista de sospechosos que estaba investigando en relación con la muerte de Sicknick, y el 26 de febrero, la agencia supuestamente identificó a un sospechoso de foco.

## Memoriales y funeral

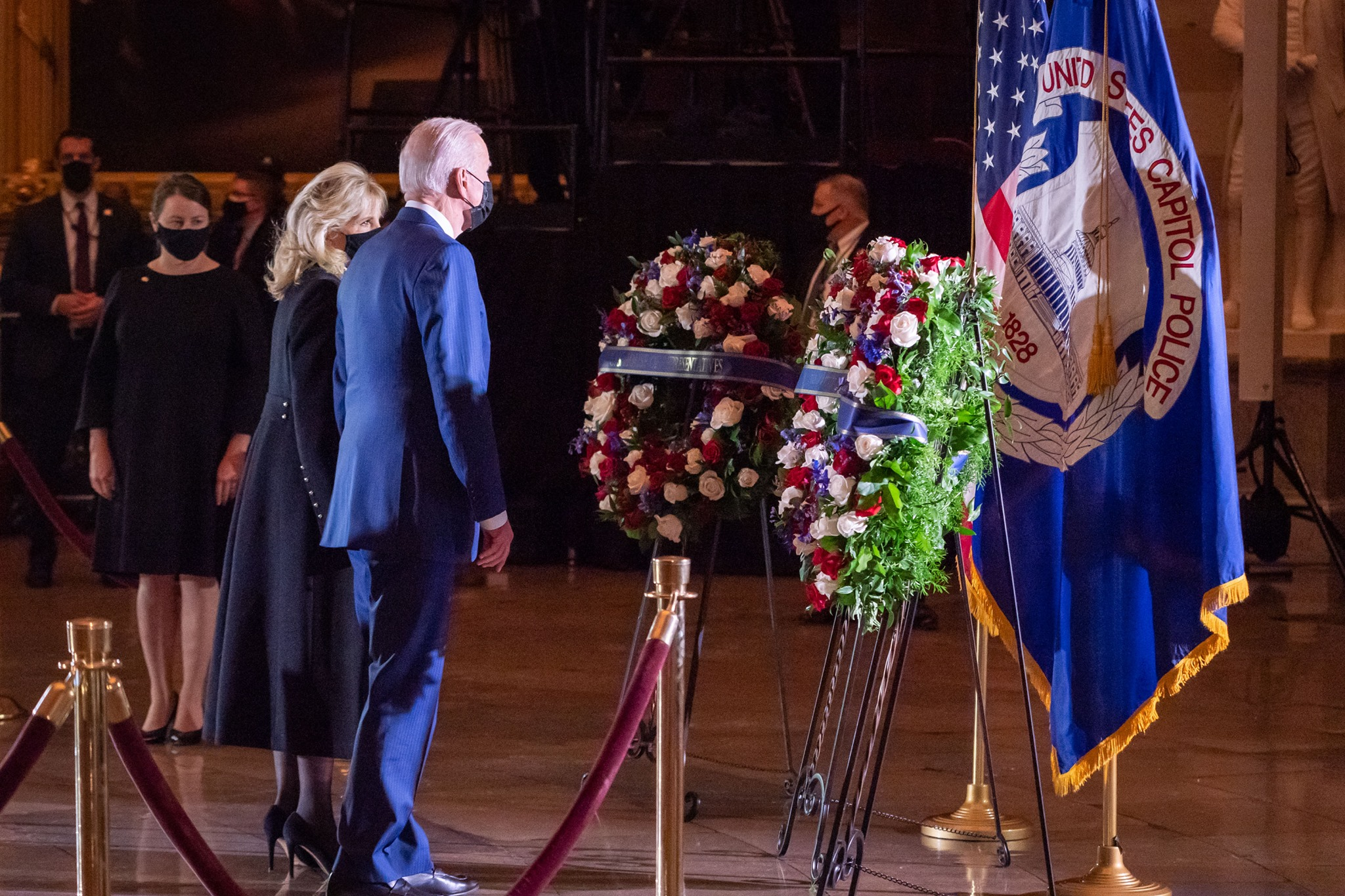
El presidente de los Estados Unidos Joe Biden y la primera dama Jill Biden asisten al velatorio de Sicknick en el Capitolio.

El 8 de enero, Pelosi, la presidenta de la Cámara de Representantes de los Estados Unidos, ordenó que las banderas del Capitolio se bajaran a media asta en honor a Sicknick. El vicepresidente Mike Pence llamó a la familia de Sicknick para ofrecer sus condolencias, y un subsecretario de prensa de la administración Trump emitió una declaración por escrito. El fin de semana siguiente, Trump ordenó que ondearan banderas a media asta en todos los edificios, terrenos y embarcaciones federales del 10 al 13 de enero. Los gobernadores de Nueva Jersey y Virginia también ordenaron ondear banderas a media asta en sus respectivos estados el 11 de enero.
El 12 de enero, se llevó a cabo un servicio memorial en la ciudad natal de Sicknick; South River, Nueva Jersey. Asistieron su familia, el senador Bob Menendez y funcionarios locales. Menendez le entregó a la familia de Sicknick la bandera que había ondeado sobre el Capitolio en su honor. La escuela secundaria de Sicknick, East Brunswick Technical High School, anunció planes para plantar un roble en el campus.
El 29 de enero, Pelosi y el líder de la mayoría del Senado, Chuck Schumer, anunciaron que Sicknick sería velado con honores en la rotonda del Capitolio. La ceremonia de llegada comenzó la noche del 2 de febrero en el frente este del Capitolio, seguida de un período de visualización al que asistieron el presidente Joe Biden y la primera dama Jill Biden. La vicepresidenta Kamala Harris y el segundo caballero Douglas Emhoff presentaron sus respetos el 3 de febrero, junto con varios legisladores y policías. Más tarde ese día, los restos cremados de Sicknick partieron del Capitolio para ser enterrados en el Cementerio Nacional de Arlington.
El 8 de febrero, miembros de la familia de Sicknick asistieron al Super Bowl LV como invitados de honor de la National Football League, junto con tres oficiales del Departamento de Policía Metropolitana del Distrito de Columbia.